# ویلپانت، سن-سن-دنی
شهر ویلپانت (به فرانسوی: Villepinte) در شهرستان سن-سن-دنی در ناحیه ایل-دو-فرانس با جمعیت ۳۵٬۵۹۲ در کشور فرانسه واقع شده‌است